# Elecciones regionales de Tacna de 2014
Las elecciones regionales de Tacna de 2014 se llevaron a cabo el 5 de octubre de 2014 para elegir al presidente regional, al vicepresidente regional y al Consejo Regional para el periodo 2015-2018. La elección se celebró simultáneamente con elecciones regionales y municipales (provinciales y distritales) en todo el Perú. La segunda vuelta regional se llevó a cabo el 7 de diciembre del 2014.

## Sistema electoral
El Gobierno Regional de Tacna es el órgano administrativo y de gobierno del departamento de Tacna. Está compuesto por el presidente regional, el vicepresidente regional y el Consejo Regional.
La votación se realiza en base al sufragio universal, que comprende a todos los ciudadanos nacionales mayores de dieciocho años, empadronados y residentes en el departamento de Tacna y en pleno goce de sus derechos políticos.
El presidente y vicepresidente regional son elegidos por sufragio directo. Para que un candidato sea proclamado ganador debe obtener no menos de 30 % de votos válidos. En caso ningún candidato logre ese porcentaje en la primera vuelta electoral, los dos candidatos más votados participan en una segunda vuelta o balotaje.
El Consejo Regional de Tacna está compuesto por 7 consejeros elegidos por sufragio directo para un período de cuatro (4) años. Cada provincia del departamento de Tacna constituye una circunscripción electoral. La votación es por lista cerrada y bloqueada. Se asigna a la lista ganadora los escaños según el método d'Hondt. La distribución y el número de consejeros regionales es la siguiente:
| Circunscripción                   | Escaños | Mapa |
| --------------------------------- | ------- | ---- |
| Tacna                             | 4       |      |
| Candarave, Jorge Basadre y Tarata | 1       |      |

## Composición del Consejo Regional de Tacna
La siguiente tabla muestra la composición del Consejo Regional de Tacna antes de las elecciones.
| Partidos | Partidos                             | Consejeros |
| -------- | ------------------------------------ | ---------- |
|          | Acción Popular                       | 3          |
|          | Banderas Tacneñistas                 | 2          |
|          | Igualdad Nacional Cristiana Autónoma | 1          |
|          | Partido Humanista Peruano            | 1          |

## Partidos y candidatos
A continuación se muestra una lista de los principales partidos y alianzas electorales que participaron en las elecciones:
| Candidatura | Candidatura  | Partidos y alianzas                                          | Candidatos | Candidatos                  | Ideología                                                          | Resultado previo | Resultado previo | Ref. |
| Candidatura | Candidatura  | Partidos y alianzas                                          | Candidatos | Candidatos                  | Ideología                                                          | Votos (%)        | Con.             | Ref. |
| ----------- | ------------ | ------------------------------------------------------------ | ---------- | --------------------------- | ------------------------------------------------------------------ | ---------------- | ---------------- | ---- |
|             | AP           | Lista - Acción Popular (AP)                                  |            | Wilfredo Sosa Arpasi        | Partido atrapalotodo                                               | 31.77%           | 3                |      |
|             | BT           | Lista - Banderas Tacneñistas (BT)                            |            | Fernando Martorell Sobero   | Regionalismo tacneño                                               | 20.50%           | 2                |      |
|             | Arriba Tacna | Lista - Arriba Tacna (Arriba Tacna)                          |            | Ronnie Jurado Adriazola     | Regionalismo tacneño                                               | 7.54%            | 0                |      |
|             | DD           | Lista - Democracia Directa (DD)                              |            | Ángel Alejo Tunco           | Socialismo Nacionalismo de izquierda Ecologismo                    | 5.30%            | 0                |      |
|             | SP           | Lista - Somos Perú (SP)                                      |            | Néstor Pari Gonzales        | Democracia cristiana Conservadurismo social                        | 1.52%            | 0                |      |
|             | PHP          | Lista - Partido Humanista Peruano (PHP)                      |            | Milton Reinoso Guillermo    | Humanismo Socialismo Ecosocialismo                                 | 0.74%            | 1                |      |
|             | INCA         | Lista - Igualdad Nacional Cristiana Autónoma - INCA (INCA)   |            | Ricardo de Spirito Balbuena | Regionalismo tacneño Neonazismo Antichilenismo                     | —                | 1                |      |
|             | APRA         | Lista - Partido Aprista Peruano (APRA)                       |            | Julio Alva Centurión        | Aprismo                                                            | Nuevo            | Nuevo            |      |
|             | PPC          | Lista - Partido Popular Cristiano (PPC)                      |            | Héctor Maquera Chávez       | Democracia cristiana Conservadurismo social Liberalismo económico  | Nuevo            | Nuevo            |      |
|             | PP           | Lista - Perú Posible (PP)                                    |            | Wilma Melchor Cohaila       | Socioliberalismo Democracia liberal Tercera vía                    | Nuevo            | Nuevo            |      |
|             | APP          | Lista - Alianza para el Progreso (APP)                       |            | David Condori Catunta       | Liberalismo económico Conservadurismo liberal Populismo de derecha | Nuevo            | Nuevo            |      |
|             | FA           | Lista - Frente Amplio (FA)                                   |            | Juan Martínez Ticona        | Socialismo Ecologismo Descentralización                            | Nuevo            | Nuevo            |      |
|             | PPS          | Lista - Perú Patria Segura (PPS)                             |            | Nelly Jahuira Mamani        | Conservadurismo liberal Liberalismo económico                      | Nuevo            | Nuevo            |      |
|             | VP           | Lista - Vamos Perú (VP)                                      |            | Jacinto Gómez Mamani        | Populismo Socialdemocracia                                         | Nuevo            | Nuevo            |      |
|             | AxT          | Lista - Alianza por Tacna (AxT)                              |            | Hugo Ordóñez Salazar        | Regionalismo tacneño                                               | Nuevo            | Nuevo            |      |
|             | DPT          | Lista - Desarrollo para Tacna (DPT)                          |            | Jorge Castro Bravo          | Regionalismo tacneño                                               | Nuevo            | Nuevo            |      |
|             | MCP          | Lista - Movimiento Cívico Peruano (MCP)                      |            | Omar Jiménez Flores         | Regionalismo tacneño                                               | Nuevo            | Nuevo            |      |
|             | MPAQA        | Lista - Movimiento Popular Aymara Quechua Amazonense (MPAQA) |            | Felipe Chino Begazo         | Regionalismo tacneño                                               | Nuevo            | Nuevo            |      |
|             | Tacna Libre  | Lista - Tacna Libre (Tacna Libre)                            |            | Roberto Supo Hallasi        | Regionalismo tacneño                                               | Nuevo            | Nuevo            |      |

## Sondeos de opinión
Las siguientes tablas enumeran las estimaciones de la intención de voto en orden cronológico inverso, mostrando las más recientes primero y utilizando las fechas en las que se realizó el trabajo de campo de la encuesta. Cuando se desconocen las fechas del trabajo de campo, se proporciona la fecha de publicación.
Leyenda:
     Sondeo realizado en el periodo de prohibición legal de la difusión de sondeos de intención de voto.

### Balotaje

#### Intención de voto
La siguiente tabla enumera las estimaciones ponderadas (sin incluir votos en blanco y nulos) de la intención de voto.
|                                     |                |      |      |      |      |  |  |  |  |  |  |
| Elecciones regionales de 2014       | 7 dic 2014     | —    | 55.1 | 44.9 | 10.2 |  |  |  |  |  |  |
|                                     |                |      |      |      |      |  |  |  |  |  |  |
| Cadena Radial Sur Peruana/Radio Uno | 7 dic 2014     | ?    | 59.0 | 41.0 | 18.0 |  |  |  |  |  |  |
| ICAM Consultores                    | 7 dic 2014     | ?    | 57.6 | 42.4 | 15.2 |  |  |  |  |  |  |
| COTEM                               | 27–28 nov 2014 | 1072 | 62.0 | 38.0 | 24.0 |  |  |  |  |  |  |
| ICAM Consultores/La República       | 26–28 nov 2014 | 900  | 65.2 | 34.8 | 30.4 |  |  |  |  |  |  |
| COTEM                               | 15–16 nov 2014 | 843  | 61.8 | 38.2 | 23.6 |  |  |  |  |  |  |
| ICAM Consultores/Radio Tacna        | 12–14 nov 2014 | 900  | 61.6 | 38.4 | 23.2 |  |  |  |  |  |  |
| Astros Asesores y Consultores       | 1–5 nov 2014   | ?    | 55.5 | 44.5 | 11.0 |  |  |  |  |  |  |
| COTEM                               | 17–18 oct 2014 | 503  | 65.0 | 35.0 | 30.0 |  |  |  |  |  |  |

#### Preferencias de voto
La siguiente tabla enumera las preferencias de voto en bruto (incluyendo blancos, viciados y sin respuesta) y no ponderadas.
|                                     |                |      |      |      |      |      |      |  |  |  |  |
| Elecciones regionales de 2014       | 7 dic 2014     | —    | 43.3 | 35.3 | 21.4 | –    | 8.0  |  |  |  |  |
|                                     |                |      |      |      |      |      |      |  |  |  |  |
| Cadena Radial Sur Peruana/Radio Uno | 7 dic 2014     | ?    | 45.4 | 31.5 | 23.2 | –    | 13.9 |  |  |  |  |
| ICAM Consultores                    | 7 dic 2014     | ?    | 42.5 | 31.3 | 26.2 | –    | 11.2 |  |  |  |  |
| COTEM                               | 27–28 nov 2014 | 1072 | 46.3 | 28.4 | 14.2 | 11.2 | 17.9 |  |  |  |  |
| ICAM Consultores/La República       | 26–28 nov 2014 | 900  | 45.4 | 24.2 | 20.2 | 10.1 | 21.2 |  |  |  |  |
| COTEM                               | 15–16 nov 2014 | 843  | 45.0 | 27.8 | 14.9 | 12.4 | 17.2 |  |  |  |  |
| ICAM Consultores/Radio Tacna        | 12–14 nov 2014 | 900  | 44.3 | 27.6 | 17.7 | 10.4 | 16.7 |  |  |  |  |
| Astros Asesores y Consultores       | 1–5 nov 2014   | ?    | 42.0 | 33.7 | 24.4 | –    | 19.8 |  |  |  |  |
| COTEM                               | 17–18 oct 2014 | 503  | 42.9 | 23.1 | 12.5 | 21.5 | 19.8 |  |  |  |  |

### Primera vuelta

#### Intención de voto
La siguiente tabla enumera las estimaciones ponderadas (sin incluir votos en blanco y nulos) de la intención de voto.
|                                       |                |      |      |      |      |     |     |     |  |  |
| Elecciones regionales de 2014         | 5 oct 2014     | —    | 19.0 | 17.9 | 16.2 | 6.9 | 5.9 | 1.1 |  |  |
|                                       |                |      |      |      |      |     |     |     |  |  |
| Ipsos Perú/América                    | 5 oct 2014     | ?    | 19.9 | –    | 16.5 | –   | –   | 3.4 |  |  |
| Ipsos Perú/América                    | 5 oct 2014     | ?    | 18.6 | 16.7 | 18.8 | –   | –   | 0.2 |  |  |
| Datum Internacional/Frecuencia Latina | 5 oct 2014     | ?    | 19.6 | 13.9 | 19.1 | –   | –   | 0.5 |  |  |
| Cadena Radial Sur Peruana/Radio Uno   | 5 oct 2014     | ?    | 19.2 | 18.0 | 19.4 | 6.3 | 5.4 | 0.2 |  |  |
| Astros Asesores Consultores           | 5 oct 2014     | ?    | 19.2 | 16.2 | 17.1 | –   | –   | 2.1 |  |  |
| ICAM Consultores                      | 20–23 sep 2014 | 1200 | 20.8 | 20.0 | 19.3 | –   | –   | 0.8 |  |  |

#### Preferencias de voto
La siguiente tabla enumera las preferencias de voto en bruto (incluyendo blancos, viciados y sin respuesta) y no ponderadas.
|                               |                |      |      |      |      |     |     |      |      |     |  |  |  |
| Elecciones regionales de 2014 | 5 oct 2014     | —    | 16.0 | 15.1 | 13.7 | 5.8 | 5.0 | 15.7 | –    | 0.9 |  |  |  |
|                               |                |      |      |      |      |     |     |      |      |     |  |  |  |
| ICAM Consultores              | 20–23 sep 2014 | 1200 | 18.1 | 17.4 | 16.8 | –   | –   | 6.45 | 6.45 | 0.7 |  |  |  |

## Resultados

### Gobierno Regional de Tacna
| Candidatos           | Candidatos                  | Partidos y coaliciones                               | Primera vuelta 5 oct 2014 | Primera vuelta 5 oct 2014 | Balotaje 7 dic 2014 | Balotaje 7 dic 2014 |  |
| Candidatos           | Candidatos                  | Partidos y coaliciones                               | Votos                     | %                         | Votos               | %                   |  |
| -------------------- | --------------------------- | ---------------------------------------------------- | ------------------------- | ------------------------- | ------------------- | ------------------- |  |
|                      | Omar Jiménez Flores         | Movimiento Cívico Peruano (MCP)                      | 34,058                    | 18.96                     | 87,621              | 55.14               |  |
|                      | Jacinto Gómez Mamani        | Vamos Perú (VP)                                      | 32,098                    | 17.87                     | 71,284              | 44.86               |  |
|                      | Fernando Martorell Sobero   | Banderas Tacneñistas (BT)                            | 29,164                    | 16.24                     |                     |                     |  |
|                      | Ricardo de Spirito Balbuena | Igualdad Nacional Cristiana Autónoma - INCA (INCA)   | 12,319                    | 6.86                      |                     |                     |  |
|                      | Ángel Alejo Tunco           | Democracia Directa (DD)                              | 10,621                    | 5.91                      |                     |                     |  |
|                      | Héctor Maquera Chávez       | Partido Popular Cristiano (PPC)                      | 10,274                    | 5.72                      |                     |                     |  |
|                      | Jorge Castro Bravo          | Desarrollo para Tacna (DPT)                          | 6,873                     | 3.83                      |                     |                     |  |
|                      | Hugo Ordóñez Salazar        | Alianza por Tacna (AxT)                              | 6,774                     | 3.77                      |                     |                     |  |
|                      | Nelly Jahuira Mamani        | Perú Patria Segura (PPS)                             | 6,058                     | 3.37                      |                     |                     |  |
|                      | Ronnie Jurado Adriazola     | Arriba Tacna (Arriba Tacna)                          | 5,651                     | 3.15                      |                     |                     |  |
|                      | Felipe Chino Begazo         | Movimiento Popular Aymara Quechua Amazonense (MPAQA) | 5,510                     | 3.07                      |                     |                     |  |
|                      | David Condori Catunta       | Alianza para el Progreso (APP)                       | 4,517                     | 2.51                      |                     |                     |  |
|                      | Julio Alva Centurión        | Partido Aprista Peruano (APRA)                       | 3,910                     | 2.18                      |                     |                     |  |
|                      | Wilfredo Sosa Arpasi        | Acción Popular (AP)                                  | 2,806                     | 1.56                      |                     |                     |  |
|                      | Mario Meléndez Condori      | Partido Humanista Peruano (PHP)                      | 2,485                     | 1.38                      |                     |                     |  |
|                      | Néstor Pari Gonzales        | Somos Perú (SP)                                      | 2,309                     | 1.29                      |                     |                     |  |
|                      | Wilma Melchor Cohaila       | Perú Posible (PP)                                    | 1,721                     | 0.96                      |                     |                     |  |
|                      | Roberto Supo Hallasi        | Tacna Libre (Tacna Libre)                            | 1,451                     | 0.81                      |                     |                     |  |
|                      | Juan Martínez Ticona        | Frente Amplio (FA)                                   | 1,032                     | 0.57                      |                     |                     |  |
|                      |                             |                                                      |                           |                           |                     |                     |  |
| Total                | Total                       | Total                                                | 179,631                   |                           | 158,905             |                     |  |
|                      |                             |                                                      |                           |                           |                     |                     |  |
| Votos válidos        | Votos válidos               | Votos válidos                                        | 179,631                   | 84.35                     | 158,905             | 78.60               |  |
| Votos en blanco      | Votos en blanco             | Votos en blanco                                      | 17,687                    | 8.31                      | 3,016               | 1.49                |  |
| Votos nulos          | Votos nulos                 | Votos nulos                                          | 15,634                    | 7.34                      | 40,259              | 19.91               |  |
| Votos emitidos       | Votos emitidos              | Votos emitidos                                       | 212,952                   | 86.48                     | 202,180             | 82.10               |  |
| Abstenciones         | Abstenciones                | Abstenciones                                         | 33,304                    | 13.52                     | 44,076              | 17.90               |  |
| Votantes registrados | Votantes registrados        | Votantes registrados                                 | 246,256                   |                           | 246,256             |                     |  |
|                      |                             |                                                      |                           |                           |                     |                     |  |
| Fuente:              |                             |                                                      |                           |                           |                     |                     |  |

### Consejo Regional de Tacna
| |                                                      |              |              |              |         |         |  |  |
| Partidos y coaliciones | Partidos y coaliciones                               | Voto popular | Voto popular | Voto popular | Escaños | Escaños |  |  |
| Partidos y coaliciones | Partidos y coaliciones                               | Votos        | %            | ±pp          | Total   | +/−     |  |  |
| | Movimiento Cívico Peruano (MCP)                      | 20,628       | 13.49        | Nuevo        | 1       | +1      |  |  |
| | Banderas Tacneñistas (BT)                            | 18,691       | 12.22        | –1.19        | 1       | –1      |  |  |
| | Vamos Perú (VP)                                      | 18,080       | 11.82        | Nuevo        | 3       | +3      |  |  |
| | Democracia Directa (DD)1                             | 13,305       | 8.70         | +2.72        | 0       | ±0      |  |  |
| | Igualdad Nacional Cristiana Autónoma - INCA (INCA)   | 12,269       | 8.02         | –9.34        | 1       | ±0      |  |  |
| | Arriba Tacna (Arriba Tacna)2                         | 11,594       | 7.58         | +1.62        | 0       | ±0      |  |  |
| | Partido Popular Cristiano (PPC)                      | 8,180        | 5.35         | Nuevo        | 0       | ±0      |  |  |
| | Movimiento Popular Aymara Quechua Amazonense (MPAQA) | 7,210        | 4.71         | Nuevo        | 0       | ±0      |  |  |
| | Alianza para el Progreso (APP)                       | 6,166        | 4.03         | Nuevo        | 0       | ±0      |  |  |
| | Desarrollo para Tacna (DPT)                          | 6,162        | 4.03         | Nuevo        | 0       | ±0      |  |  |
| | Partido Aprista Peruano (APRA)                       | 4,851        | 3.17         | n/a          | 0       | ±0      |  |  |
| | Partido Humanista Peruano (PHP)                      | 4,253        | 2.78         | +0.96        | 1       | ±0      |  |  |
| | Alianza por Tacna (AxT)                              | 3,930        | 2.57         | n/a          | 0       | ±0      |  |  |
| | Perú Patria Segura (PPS)                             | 3,801        | 2.49         | Nuevo        | 0       | ±0      |  |  |
| | Acción Popular (AP)                                  | 3,554        | 2.32         | –18.49       | 0       | –3      |  |  |
| | Somos Perú (SP)                                      | 3,404        | 2.23         | +0.46        | 0       | ±0      |  |  |
| | Perú Posible (PP)                                    | 3,019        | 1.97         | n/a          | 0       | ±0      |  |  |
| | Tacna Libre (Tacna Libre)                            | 2,364        | 1.55         | Nuevo        | 0       | ±0      |  |  |
| | Frente Amplio (FA)                                   | 1,477        | 0.97         | Nuevo        | 0       | ±0      |  |  |
| |                                                      |              |              |              |         |         |  |  |
| Total | Total                                                | 152,938      |              |              | 7       | ±0      |  |  |
| |                                                      |              |              |              |         |         |  |  |
| Votos válidos | Votos válidos                                        | 152,938      | 71.82        | +1.34        |         |         |  |  |
| Votos en blanco | Votos en blanco                                      | 45,821       | 21.52        | –1.58        |         |         |  |  |
| Votos nulos | Votos nulos                                          | 14,193       | 6.66         | +0.24        |         |         |  |  |
| Votos emitidos | Votos emitidos                                       | 212,952      | 86.48        | –3.25        |         |         |  |  |
| Abstenciones | Abstenciones                                         | 33,304       | 13.52        | +3.25        |         |         |  |  |
| Votantes registrados | Votantes registrados                                 | 246,256      |              |              |         |         |  |  |
| |                                                      |              |              |              |         |         |  |  |
| Fuente: |                                                      |              |              |              |         |         |  |  |
| Notas al pie: 1 Comparado con los resultados de Fonavistas del Perú (FDP) en las elecciones de 2010. 2 Comparado con los resultados de Por el Avance del Sur (PAS) en las elecciones de 2010. |                                                      |              |              |              |         |         |  |  |
| Notas al pie: |                                                      |              |              |              |         |         |  |  |
| 1 Comparado con los resultados de Fonavistas del Perú (FDP) en las elecciones de 2010. 2 Comparado con los resultados de Por el Avance del Sur (PAS) en las elecciones de 2010.               |                                                      |              |              |              |         |         |  |  |

### Autoridades electas
| Cargo                                           | Autoridad electa | Autoridad electa         | Partido político | Partido político                            |
| ----------------------------------------------- | ---------------- | ------------------------ | ---------------- | ------------------------------------------- |
| Presidente Regional de Tacna                    |                  | Omar Jiménez Flores      |                  | Movimiento Cívico Peruano                   |
| Vicepresidente Regional de Tacna                |                  | Guzman Fernández Delgado |                  | Movimiento Cívico Peruano                   |
| Consejero Regional de Tacna (por Candarave)     |                  | Serapio Ramos Nina       |                  | Vamos Perú                                  |
| Consejero Regional de Tacna (por Jorge Basadre) |                  | Nixon Mamani Mamani      |                  | Partido Humanista Peruano                   |
| Consejero Regional de Tacna (por Tacna)         |                  | Jaime Bautista Aquino    |                  | Movimiento Cívico Peruano                   |
| Consejero Regional de Tacna (por Tacna)         |                  | Octavio Benito Vega      |                  | Banderas Tacneñistas                        |
| Consejero Regional de Tacna (por Tacna)         |                  | Santos Pablo Agama       |                  | Vamos Perú                                  |
| Consejero Regional de Tacna (por Tacna)         |                  | Wilson Ayala Sangines    |                  | Igualdad Nacional Cristiana Autónoma - INCA |
| Consejero Regional de Tacna (por Tarata)        |                  | Charles Castro Cruz      |                  | Vamos Perú                                  |